# Desmatodon subcarnifolius
Desmatodon subcarnifolius là một loài Rêu trong họ Pottiaceae. Loài này được (Müll. Hal. & Kindb.) Gier mô tả khoa học đầu tiên năm 1955.